# Edith Abbott
Edith Abbott, née le 26 septembre 1876 à Grand Island (Nebraska) et morte le 28 juillet 1957 dans la même ville, est une économiste, statisticienne, sociologue, criminologue, réformatrice sociale, professeure d'université, directrice de publication et essayiste américaine.

## Biographie

### Jeunesse et formation
Edith Abbott est le seconde des quatre enfants et l'aînée des deux filles d'Othman A. Abbott (en), un Anglo-Américain, juriste et ancien lieutenant gouverneur du Nebraska, et d'Elizabeth Maletta Griffin Abbott, une des premières suffragettes américaines, elle est la sœur aînée de Grace Abbott. Les deux sœurs ont été influencées par leur mère militante pacifiste, abolitionniste et membre de la  Société religieuse des Amis communément connue sous le nom de Quakers et qui leur enseigne l'importance des réformes sociales notamment pour le droit de vote des femmes et les droits civiques des femmes,,,.  

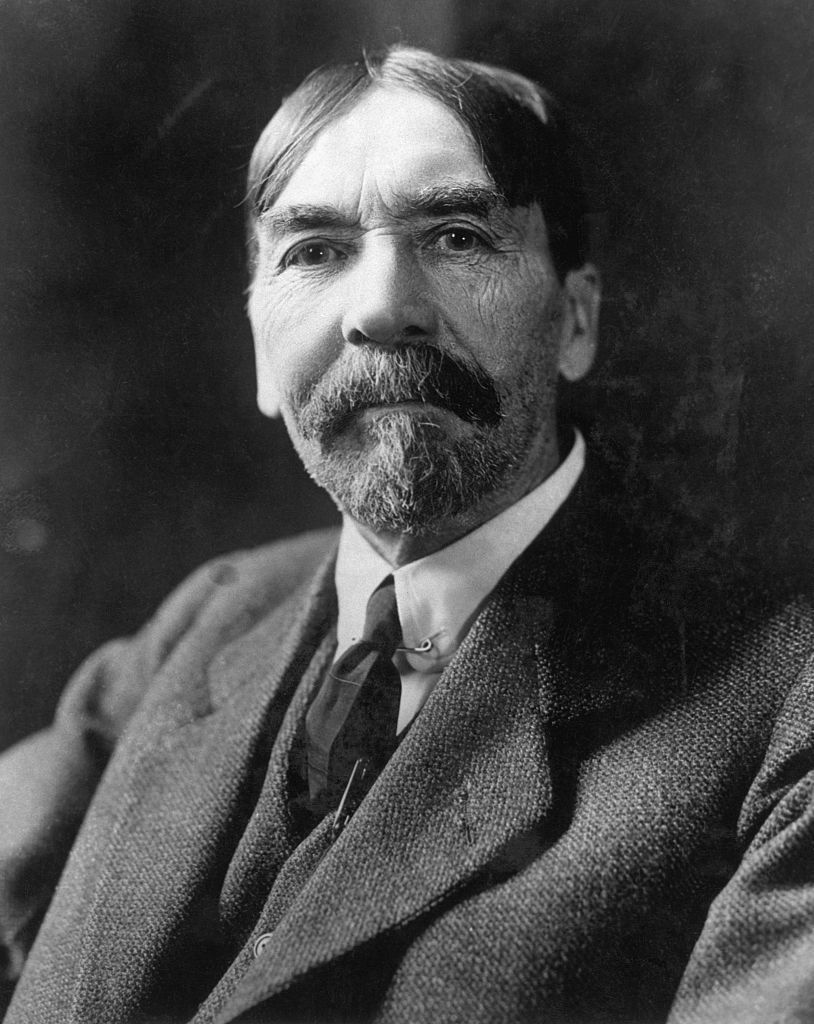
Thorstein Veblen.

En 1893, Edith achève ses études secondaires à la Brownell-Talbot School (en), une école de filles à Omaha (Nebraska). Du fait d'une crise économique, sa famille ne dispose pas des ressources nécessaires pour lui payer des études universitaires, elle commence à enseigner dans un établissement d'enseignement secondaire de Grand Island (Nebraska),.   
Désireuse de pouvoir poursuivre des études supérieures, Edith suit des cours par correspondance et assiste à des cours d'été jusqu'à ce qu'elle puisse s'inscrire et être acceptée à l'université du Nebraska à Lincoln où elle obtient le Bachelor of Arts (licence) en 1901. Après deux années supplémentaires en tant que professeure, elle continue sa formation en économie à l'université de Chicago,,.   
Elle se fait remarquer par le corps professoral, notamment par Thorstein Veblen tant et si bien qu'il lui font obtenir une bourse d'études pour qu'elle puisse poursuivre ses études doctorales. Elle obtient son doctorat en 1905 avec la mention honorable et les félicitations du Jury,,.   

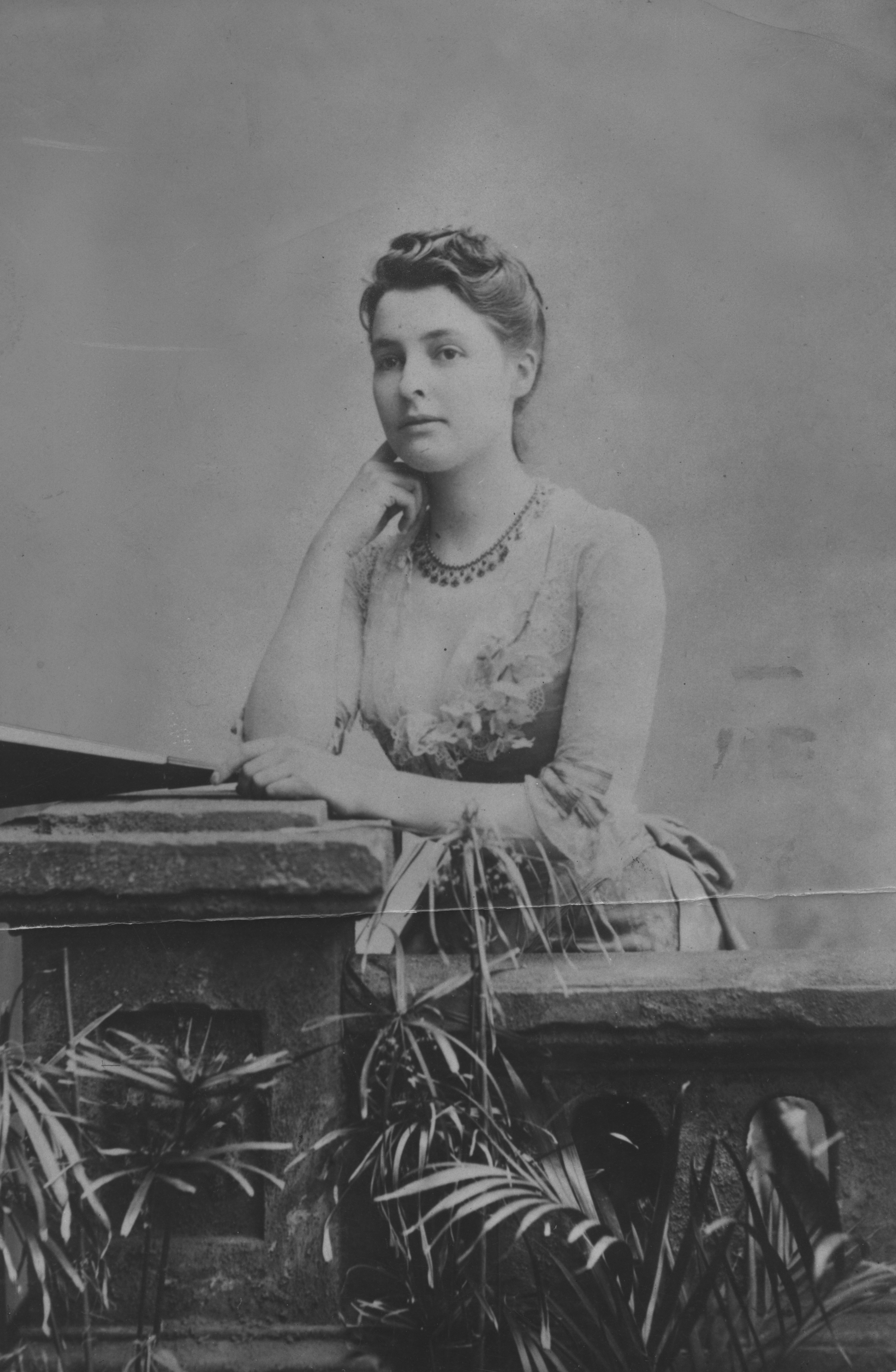
Beatrice Webb.

En 1906, elle bénéficie d'une bourse Carnegie qui lui permet de poursuivre ses études en Angleterre, à l'University College de Londres et à la London School of Economics. C'est là-bas qu'elle est influencée par les idées des socialistes réformistes comme Sidney Webb et Beatrice Potter Webb, membres de la Fabian Society, qui défendent des approches novatrices pour la lutte contre la pauvreté. L'année d'après, Edith retourne aux Etats-Unis pour enseigner au Wellesley College, dans le Massachusetts, pendant un an. Elle décide par la suite de déménager à Chicago et de rejoindre sa sœur, Grace Abbott, à la Hull House, un centre d’œuvres sociales cofondé en 1889 à Chicago (Illinois) par Jane Addams. Les deux sœurs y militent pour le suffrage féminin, le logement des plus démunis et une législation plus libérale en faveur de la protection des immigrés, des travailleuses et des enfants,,,,.

### Carrière

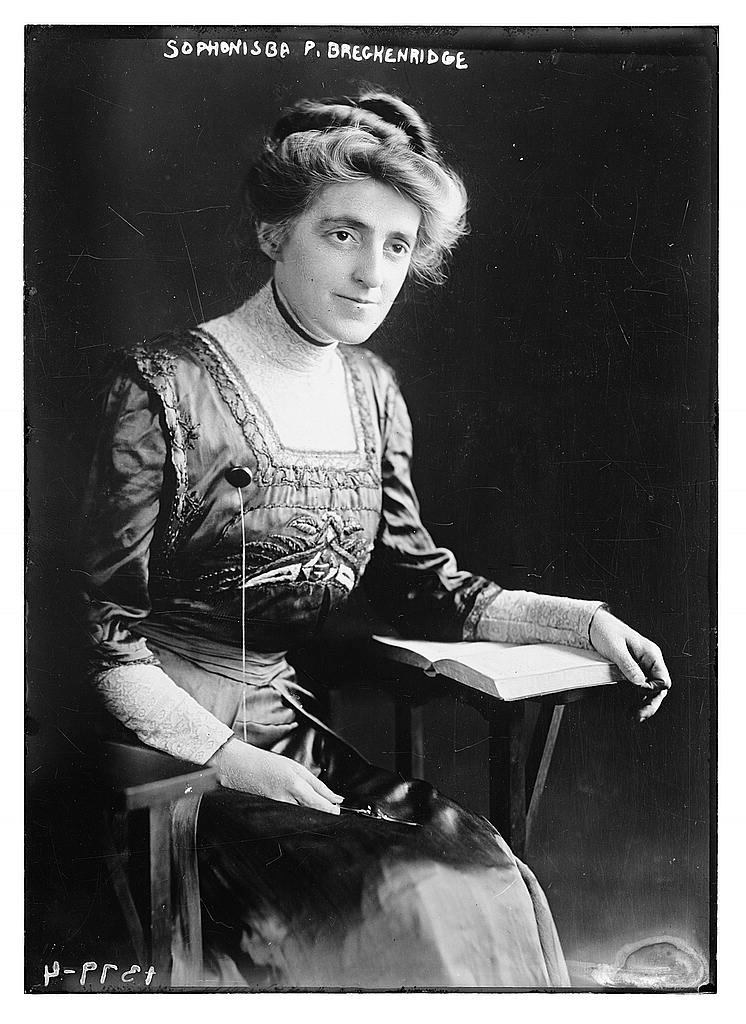
Sophonisba Breckinridge.

Avec Mary Richmond Edith Abbott fut une pionnière du travail social,. 
Elle a milité activement en faveur des réformes sociales, considérant l'humanitarisme comme un pilier l'éducation,. 
Edith Abbott a été l'assistante de Sophonisba Breckinridge puis directrice du département de recherche sociale de la Chicago School of Civics and Philanthropy,.
En 1920, les deux femmes ont géré le transfert de l'école à l'université de Chicago qui est devenue la première université offrant un diplôme en travail social. Bien qu'elle ait rencontré des oppositions dans son travail relatif aux réformes sociales au sein de l'établissement,, 
Edith Abbott a finalement été élue doyenne en 1924 (rôle qu'elle a tenu jusqu'en 1942) ce qui en a fait la première femme doyenne aux États-Unis.  Elle a continué à enseigner jusqu'à sa retraite en 1953 et a été la directrice de publication de la  Social Service Review (en), une revue qu'elle a cofondé avec Breckinridge en 1927,.
Edith Abbott a été une auteure prolifique qui a écrit plus de 100 publications sur un large éventail de sujets lui valant le surnom de "statisticienne passionnée". Elle considérait ses travaux comme une combinaison entre études classiques et travail humanitaire. Parmi ces derniers, Edith Abbott a contribué à l'étude de la délinquance juvénile. Par ailleurs, elle a produit des études sur les femmes dans l'industrie et les problèmes dans les systèmes pénaux. En tant qu'économiste, elle a  poursuivi la mise en œuvre du travail sociologique dans les études supérieures en économie,.

### Vie personnelle
Edith Abbott, souffrant d'un glaucome passe les dernières années de sa vie avec son frère Arthur Abbott dans leur maison familiale à Grand Island où elle meurt, .
Edith Abbott est inhumée au cimetière de Grand Island aux côtés de ses parents et de sa fratrie.

## Œuvres

### Essais
- Women in Industry: A Study in American Economic History, Andesite Press, 1910, rééd. 20 août 2017, 440 p. (ISBN 978-1375711814, lire en ligne),
- Co-écrit avec Sophonisba Preston Breckinridge, The Delinquent Child and the Home, Survey Associates, inc, juin 1912, rééd. 1916, 21 mai 2016, 376 p. (ISBN 978-1358343025, lire en ligne),
- The One Hundred and One County Jails of Illinois and Why They Ought to be Abolished, Wentworth Press, 1916, rééd. 10 mars 2019, 36 p. (ISBN 978-0526547098, lire en ligne),
- Truancy and Non-Attendance in the Chicago Schools, Wentworth Press, 1917, rééd. 1 mars 2019, 504 p. (ISBN 978-0526440108, lire en ligne),
- Democracy and social progress in England, University of Chicago Press, octobre 1918, rééd. 28 octobre 2018, 18 p. (ISBN 978-1334457951, lire en ligne),
- The Administration of the Aid-To-Mothers Law in Illinois, Governement Printed Office, 1921, rééd. 1 mai 2018, 186 p. (ISBN 978-0243332205, lire en ligne)
- The Family and social service in the 1920's; two documents, Arno Press, 1921, rééd. 1928, 1972, 408 p. (ISBN 978-0405038853, lire en ligne),
- The Tenements Of Chicago, 1908 1935, University of Chicago, 1936, rééd. 1970, 505 p. (ISBN 978-0405024313),

### Articles

#### Années 1900-1909
- « Wage Statistics in the Twelfth Census », Journal of Political Economy, vol. 12, no 3,‎ juin 1904, p. 339-361 (23 pages) (lire en ligne),
- « The Wages of Unskilled Labor in the United States 1850-1900 », Journal of Political Economy, vol. 13, no 3,‎ juin 1905, p. 321-367 (47 pages) (lire en ligne),
- Co-écrit avec Sophonisba P. Breckinridge, « Employment of Women in Industries: Twelfth Census Statistics », Journal of Political Economy, vol. 14, no 1,‎ 1er janvier 1906, p. 14-40 (27 pages) (lire en ligne),
- « The History of Industrial Employment of Women in the United States: An Introductory Study », Journal of Political Economy, vol. 14, no 8,‎ octobre 1906, p. 461-501 (41 pages) (lire en ligne),,
- « Harriet Martineau and the Employment of Women in 1836 », Journal of Political Economy, vol. 14, no 10,‎ décembre 1906, p. 614-626 (13 pages) (lire en ligne),
- « Employment of Women in Industries: Cigar-Making: Its History and Present Tendencies », Journal of Political Economy, vol. 15, no 1,‎ janvier 1907, p. 1-25 (25 pages) (lire en ligne),
- « Municipal Employment of Unemployed Women in London », Journal of Political Economy, vol. 15, no 9,‎ novembre 1907, p. 513-530 (18 pages) (lire en ligne),
- « Women in Manufactures: A Supplementary Note », Journal of Political Economy, vol. 15, no 10,‎ décembre 1907, p. 619-624 (6 pages) (lire en ligne),
- « A Study of the Early History of Child Labor in America », American Journal of Sociology, vol. 14, no 1,‎ juillet 1908, p. 15-37 (23 pages) (lire en ligne),
- « History of the Employment of Women in the American Cotton Mills », Journal of Political Economy, vol. 16, no 9,‎ novembre 1908, p. 602-621 (20 pages) (lire en ligne),
- « History of the Employment of Women in the American Cotton Mills: II », Journal of Political Economy, vol. 16, no 10,‎ décembre 1908, p. 680-692 (13 pages) (lire en ligne),
- « History of the Employment of Women in the American Cotton Mills: III », Journal of Political Economy, vol. 17, no 1,‎ janvier 1909, p. 19-35 (17 pages) (lire en ligne),
- « Women in Industry: The Manufacture of Boots and Shoes », American Journal of Sociology, vol. 15, no 3,‎ novembre 1909, p. 335-360 (26 pages) (lire en ligne),

#### Années 1910-1919
- Co-écrit avec Sophonisba P. Breckinridge, « Chicago's Housing Problem: Families in Furnished Rooms », American Journal of Sociology, vol. 16, no 3,‎ novembre 1910, p. 289-308 (25 pages) (lire en ligne),
- Co-écrit avec Sophonisba P. Breckinridge, « Housing Conditions in Chicago, III: Back of the Yards », American Journal of Sociology, vol. 16, no 4,‎ janvier 1911, p. 433-468 (47 pages) (lire en ligne),
- « English Poor-Law Reform », Journal of Political Economy, vol. 19, no 1,‎ janvier 1911, p. 47-59 (13 pages) (lire en ligne),
- Co-écrit avec Sophonisba P. Breckinridge, « Chicago Housing Conditions, IV: The West Side Revisited », American Journal of Sociology, vol. 17, no 1,‎ juillet 1911, p. 1-34 (36 pages) (lire en ligne),
- Co-écrit avec Sophonisba P. Breckinridge, « Chicago Housing Conditions, V : South Chicago at the Gates of the Steel Mills », American Journal of Sociology, vol. 17, no 2,‎ septembre 1911, p. 145-176 (34 pages) (lire en ligne),
- Co-écrit avec S. P. Breckinridge, « Women in Industry: The Chicago Stockyards », Journal of Political Economy, vol. 19, no 8,‎ octobre 1911, p. 632-654 (23 pages) (lire en ligne),
- « Women's Wages in Chicago: Some Notes On Available Data », Journal of Political Economy, vol. 21, no 2,‎ février 1913, p. 143-158 (16 pages) (lire en ligne),
- « Progress of the Minimum Wage in England », Journal of Political Economy, vol. 23, no 3,‎ mars 1915, p. 268-277 (10 pages) (lire en ligne),
- « Charles Booth, 1840-1916 », Journal of Political Economy, vol. 25, no 2,‎ février 1917, p. 195-200 (6 pages) (lire en ligne),
- « The War and Women's Work in England », Journal of Political Economy, vol. 25, no 7,‎ juillet 1917, p. 641-678 (38 pages) (lire en ligne),
- « Crime and the War », Journal of the American Institute of Criminal Law and Criminology, vol. 9, no 1,‎ mai 1918, p. 32-45 (14 pages) (lire en ligne ),
- « Probation and Suspended Sentence (Report of Committee "B" of the Institute) », Journal of the American Institute of Criminal Law and Criminology, vol. 10, no 3,‎ novembre 1919, p. 341-350 (10 pages) (lire en ligne),

#### Années 1920-1929
- « Recent Statistics Relating to Crime in Chicago », Journal of the American Institute of Criminal Law and Criminology, vol. 13, no 3,‎ novembre 1922, p. 329-358 (30 pages) (lire en ligne),
- « The English Census of 1921 », Journal of Political Economy, vol. 30, no 6,‎ décembre 1922, p. 827-840 (14 pages) (lire en ligne),
- « Federal Immigration Policies, 1864-1924 », The University Journal of Business, vol. 2, no 2,‎ mars 1924, p. 133-156 (24 pages) (lire en ligne),
- « Federal Immigration Policies, 1864-1924. II

Edith Abbott », The University Journal of Business, vol. 2, no 3,‎ juin 1924, p. 347-367 (21 pages) (lire en ligne),
- « Federal Immigration Policies, 1864-1924. III », The University Journal of Business, vol. 2, no 4,‎ septembre 1924, p. 455-480 (26 pages) (lire en ligne),
- « English Statistics of Pauperism During the War », Journal of Political Economy, vol. 33, no 1,‎ février 1925, p. 1-32 (32 pages) (lire en ligne),
- « Immigration Restriction--Economic Results and Prospects », The American Economic Review, vol. 17, no 1,‎ mars 1927, p. 127-132 (6 pages) (lire en ligne),
- « The Civil War and the Crime Wave of 1865-70 », Social Service Review, vol. 1, no 2,‎ juin 1927, p. 212-234 (23 pages) (lire en ligne ),
- « The Webbs on the English Poor Law », Social Service Review, vol. 3, no 2,‎ juin 1929, p. 252-269 (20 pages) (lire en ligne ),

#### Années 1930-1939
- « Abolish the Pauper Laws », Social Service Review, vol. 8, no 1,‎ mars 1934, p. 1-16 (16 pages) (lire en ligne ),
- Co-écrit avec  Katherine Kiesling, « Evictions during the Chicago Rent Moratorium Established by the Relief Agencies, 1931-33 », Social Service Review, vol. 9, no 1,‎ mars 1935, p. 34-57 (24 pages) (lire en ligne ),
- « The Pauper Laws Still Go On », Social Service Review, vol. 9, no 4,‎ décembre 1935, p. 731-756 (26 pages) (lire en ligne ),
- « Public Welfare and Politics », Social Service Review, vol. 10, no 3,‎ septembre 1936, p. 395-412 (18 pages) (lire en ligne ),
- « President Angell of Yale and Public Relief: A Reply », Social Service Review, vol. 11, no 2,‎ juin 1937, p. 300-302 (3 pages) (lire en ligne ),
- « Is There a Legal Right to Relief », Social Service Review, vol. 12, no 2,‎ juin 1938, p. 260-275 (16 pages) (lire en ligne ),
- « Poor Law Provision for Family Responsibility », Social Service Review, vol. 12, no 4,‎ décembre 1938, p. 598-618 (21 pages) (lire en ligne ),

#### Années 1940-1953
- « Unemployment Relief a Federal Responsibility », Social Service Review, vol. 14, no 3,‎ septembre 1940, p. 438-452 (15 pages) (lire en ligne ),
- « "Work or Maintenance": A Federal Program for the Unemployed », Social Service Review, vol. 15, no 3,‎ septembre 1941, p. 520-532 (13 pages) (lire en ligne ),
- « Juvenile Delinquency during the First World War Notes on the British Experience, 1914-18 », Social Service Review, vol. 17, no 2,‎ juin 1943, p. 192-212 (21 pages) (lire en ligne ),
- « English Social Welfare History Select Documents: Some Charitable Bequests in Early English Wills (1284-1580) and Statutes (1414-1601) to Protect Charitable Gifts », Social Service Review, vol. 20, no 2,‎ juin 1946, p. 231-246 (16 pages) (lire en ligne ),
- « Three American Pioneers in International Social Welfare », The Compass, vol. 28, no 4,‎ mai 1947, p. 3-7, 36 (6 pages) (lire en ligne ),
- « American Social Welfare History Select Documents: The Work of Thomas H. Gallaudet and the Teaching of the Deaf », Social Service Review, vol. 21, no 3,‎ septembre 1947, p. 375-386 (13 pages) (lire en ligne ),
- « Sophonisba Preston Breckinridge over the Years », Social Service Review, vol. 22, no 4,‎ décembre 1948, p. 417-423 (7 pages) (lire en ligne ),
- « The Hull House of Jane Addams », Social Service Review, vol. 26, no 3,‎ septembre 1952, p. 334-338 (5 pages) (lire en ligne ),

## Pour approfondir

#### Notices dans des encyclopédies et manuels de références
- (en-US) Barbara Sicherman, Harriette Walker & Carol Hurd Green (dir.), Notable American Women : A Biographical Dictionary, vol. 4 : The Modern Period, Cambridge, Massachusetts, Belknap Press of Harvard University Press (réimpr. 1986) (1re éd. 1980), 773 p. (ISBN 9780674627338, lire en ligne), p. 1-3. ,
- (en-US) John A. Garraty & Mark C. Carnes (dir.), American National Biography, vol. 1 : Aarons - Baird, New York, Oxford University Press, USA, 1er janvier 1999, 912 p. (ISBN 9780195127805, lire en ligne), p. 19-21. ,
- (en-US) The Oxford Companion to Women's Writing in the United States, Oxford University Press, USA, 5 janvier 1995, 1064 p. (ISBN 978-0195066081, lire en ligne), p. 3,
- (en-US) Women in World History : a Biographical Encyclopedia, volume 1, Yorkin Publications, 8 octobre 1999, 850 p. (ISBN 9780787637361, lire en ligne), p. 17-18,

#### Essais
- (en-US) Lela B. Costin, Two Sisters for Social Justice : A Biography of Grace and Edith Abbott, Urbana, Illinois, University of Illinois Press (réimpr. 2003) (1re éd. 1983), 348 p. (ISBN 9780252071553, lire en ligne). ,

#### Articles anglophones
- Mary E. Hurlbutt, « The Rise of Social Work », The Annals of the American Academy of Political and Social Science, vol. 176,‎ novembre 1934, p. 1-13 (13 pages) (lire en ligne ).
- « In Memoriam: Edith Abbott, 1876-1957 », Social Service Review, vol. 31, no 3,‎ septembre 1957, p. 335 (1 page) (lire en ligne ),
- Rachel Marks, « The Published Writings of Edith Abbott: A Bibliography », Social Service Review, vol. 32, no 1,‎ mars 1958, p. 51-56 (6 pages) (lire en ligne ),
- Elizabeth Wisner, « Edith Abbott's Contributions to Social Work Education », Social Service Review, vol. 32, no 1,‎ mars 1958, p. 1-10 (11 pages) (lire en ligne ),
- « On Edith Abbott », Social Service Review, vol. 32, no 1,‎ mars 1958, p. 70 (1 page) (lire en ligne ),
- Eleanor K. Taylor, « The Edith Abbott I Knew », Journal of the Illinois State Historical Society (1908-1984), vol. 70, no 3,‎ août 1977, p. 178-184 (7 pages) (lire en ligne ),
- Lela B. Costin, « Edith Abbott and the Chicago Influence on Social Work Education », Social Service Review, vol. 57, no 1,‎ mars 1983, p. 94-111 (18 pages) (lire en ligne ),
- Sandra M. Stehno, « Public Responsibility for Dependent Black Children: The Advocacy of Edith Abbott and Sophonisba Breckinridge », Social Service Review, vol. 62, no 3,‎ septembre 1988, p. 485-503 (19 pages) (lire en ligne ),
- William Spitzer, Gary Holden, Lawrence Cuzzi, Steve Rutter, Peter Chernack et Gary Rosenberg, « Edith Abbott was Right : Designing Fieldwork Experiences for Contemporary Health Care Practice », Journal of Social Work Education, vol. 37, no 1,‎ hiver 2001, p. 79-90 (12 pages) (lire en ligne ),
- John Sorensen, « "A Prairie Childhood" by Edith Abbott : an Excerpt frome the Children's Champion, a Biography of Grace Abbott », Great Plains Quarterly, vol. 73, no 2,‎ printemps 2003, p. 93-110 (18 pages) (lire en ligne ),